# Кевін Магані
Кевін Магані (англ. Kevin Mahaney, 31 березня 1962) — американський яхтсмен.
Срібний призер Олімпійських Ігор 1992 року в класі Солінґ.